# Anna-Erikatjärnen
Anna-Erikatjärnen är en sjö i Jokkmokks kommun i Lappland och ingår i Piteälvens huvudavrinningsområde. Sjön har en area på 0,112 kvadratkilometer och ligger 179,9 meter över havet.

## Delavrinningsområde
Anna-Erikatjärnen ingår i det delavrinningsområde (732895-169361) som SMHI kallar för Ovan 732384-169698. Medelhöjden är 197 meter över havet och ytan är 43,63 kvadratkilometer. Räknas de 34 avrinningsområdena uppströms in blir den ackumulerade arean 566,58 kvadratkilometer. Sikån (Juokeljåkkå) som avvattnar avrinningsområdet har biflödesordning 3, vilket innebär att vattnet flödar genom totalt 3 vattendrag innan det når havet efter 109 kilometer. Avrinningsområdet består mestadels av skog (68 procent) och sankmarker (22 procent). Avrinningsområdet har 0,56 kvadratkilometer vattenytor vilket ger det en sjöprocent på 1,3 procent.